# Сарделька

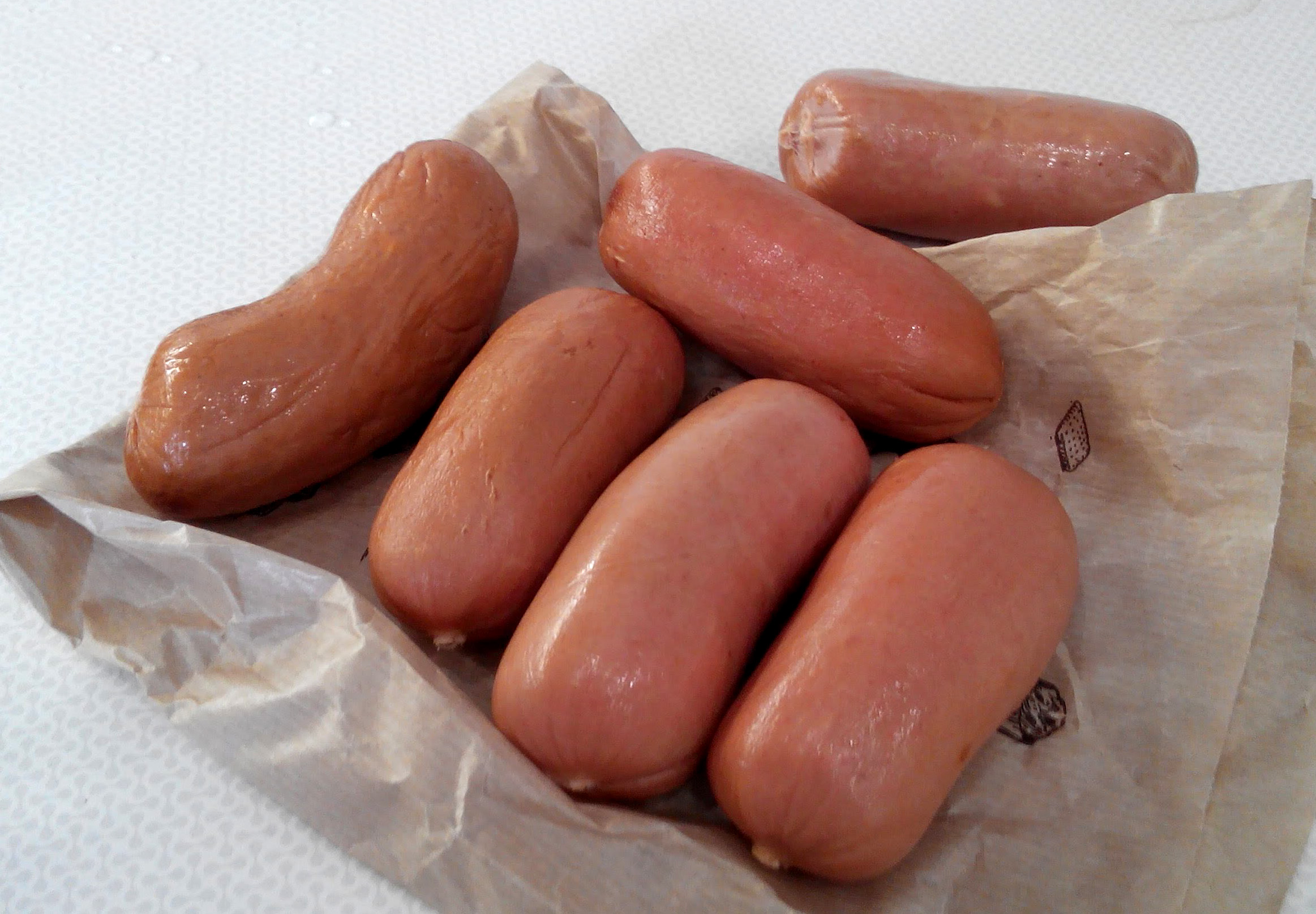
Сардельки з сиром у штучній оболонці, не варені

Сарделька — м'ясний виріб, для виробництва якого використовується м'ясний фарш та натуральна або штучна оболонка. Сардельки відрізняються від сосисок тим, що за довжиною вони коротші та товщі, мають приблизний діаметр 32–44 мм, довжину — 7–9 см. Подібні розміри часто обумовлені використанням штучних колагенових оболонок калібру 35–40мм. При виробництві сардельки відділяють одну від одної за допомогою перетягування оболонки тонким шпагатом або ниткою, або перекручують так само, як сосиски. За часів СРСР виробництво сардельок регламентувалось ГОСТом 23670-79, пізніше створено український стандарт, який регламентує виробництво сосисок та сардельок.